# Фредерик Сангър
 Фредерик Сангър CBE (на английски: Frederick Sanger) е английски биохимик, единственият учен два пъти лауреат на Нобелова награда за химия. Първата получава през 1958 г. „за определянето структурата на белтъците и особено на инсулина“, а втората през 1980 е разделена между Сангър и Уолтър Гилберт от една страна „за приноса им в определянето последователността на базите в нуклеиновите киселини“ и Пол Бърг от друга „за фундаментални изследвания на биохимичните свойства на нуклеиновите киселини, в частност рекомбинантните ДНК“.

## Биография
Роден е на 13 август 1918 година в Глостършър, Англия, в семейството на медицински работник. През 1939 получава бакалавърска степен по естествени науки от колежа „Св. Джон“ в Кеймбридж. През 1940 година извършва щателно проучване по биохимия във Факултета по биохимия на Кейбриджкия университет. През същата година започва съвместната му работа с д-р Алберт Нойбергер върху метаболизма на аминокиселината лизин. Тя му донася докторска степен.
През 1977 г. разработва метод за разшифроване на нуклеотидната последователност в ДНК (дидезокси метод или метод на Сангър, на английски: Sanger sequencing), който се използва включително и за разчитане на секвенциите на човешкия геном. За този успех е удостоен с втората си Нобелова награда през 1980. Така той става единственият лауреат на две Нобелови награди за химия и един от четиримата носители на по две Нобелови награди, като другите трима са Мария Кюри (за физика, 1903 и за химия, 1911), Лайнъс Полинг (за химия, 1954 и за мир, 1962) и Джон Бардийн (два пъти за физика, 1956 и 1972).
Считан е за баща на геномиката и неговото име носи Институтът „Сангър“ (на английски: Sanger Institute), основан през 1992, сред чиито основни цели е разчитането на човешкия геном. Според директора му Джереми Фарар „работата на Сангър е в основата на открилата се възможност да четем и разбираме генетичния код, което революционизира биологията и води към значителен напредък в медицината и здравеопазването“.
Сангър умира на 19 ноември 2013 г. в Кеймбридж на 95-годишна възраст.